# 야마나시현
야마나시현(일본어: 山梨県 야마나시켄[*])은 일본 주부 지방의 고신에쓰 지방에 있는 현이다. 현청 소재지는 고후시(甲府市)이다. 일본 수도권정비법에 의해 간토지방이 포함되기도 한다.

## 역사

### 선사 시대 ~ 14세기
야마나시 지역에는 약 3만 년 전부터 사람이 살고 있었다. 대부분의 다른 일본 지방들처럼 야마나시의 원시 사회는 조몬 시대의 사냥, 어로, 채집 단계에서 야요이 시대에 쌀을 생산하고 마을을 형성하는 단계로 진보하였다. 나카미치정(현재의 고후시 남부)의 소네 구릉에 위치한 마루야마와 조시즈카 고분은 4세기 말에 조성된 것으로 여겨진다. 이들 유적을 통해 소네 구릉의 사람들이 막강한 영향력을 가졌음을 짐작해 볼 수 있다.

### 15세기 ~ 19세기
많은 가문들 중에 다케다씨, 오가사와라씨, 난부씨가 특히 번영하였다. 16세기의 센고쿠 시대에 다케다 신겐은 다이묘의 지위를 얻고 고후에 쓰즈지 장원과 요가이성을 세웠다. 이러한 것들을 토대로 신겐은 일본을 통일하고 지배하려 하였다.
1582년, 다케다 신겐이 사망한 후에 가이국은 오다씨와 도요토미씨의 지배하에 있었다. 에도 막부 하에서 한때 고후번(구니나카, 중서부 야마나시)과 야무라번(군나이, 동부 야마나시)이 이곳을 통치했지만 1724년부터 막부의 직할령이 되었다. 고슈 가도와 후지강 수운의 개발로 상품, 재료, 문화가 지역으로 유입되었다.
19세기 중반에 막부와 번 체제의 무능함으로 인해 일본 전체에서 폭동이 일어났고 1868년의 메이지 유신으로 이어졌다.

### 19세기 ~ 현재
1868년에 메이지 정부가 고후성에 입성한 후에 가이후번은 가이현이 되었다가 1872년 11월 20일에 야마나시현으로 개칭하였다. 11월 20일은 현재 야마나시현이 만들어진 날로서 기념되고 있다.
메이지 시대(1868~1911) 초기에 산업화 장려 정책은 방직업과 양조업을 발전시켰다. 메이지 시대 후기에는 주오 본선이 개통되어 지역의 산업과 문화 발전에 기여하였다. 농촌의 농업 생산량은 적었고 1910년대와 1920년대에 걸쳐 소작인들의 투쟁이 많이 발생하였다. 1926년에 미노부선이 개통하면서 후지강 수운은 더 이상 이용하지 않게 되었다.
제2차 세계 대전 때 현도인 고후시는 많은 폭격을 받았다. 1945년에 정부 개혁의 일환으로 진행된 농지 개혁은 개인 농가를 늘리고 지역에 과수 농업을 도입하였다. 이후 공업과 상업이 빠르게 성장하였고 1982년에 주오 자동차도의 개통으로 오늘날에도 3차 산업이 성장하고 있다.

## 지리

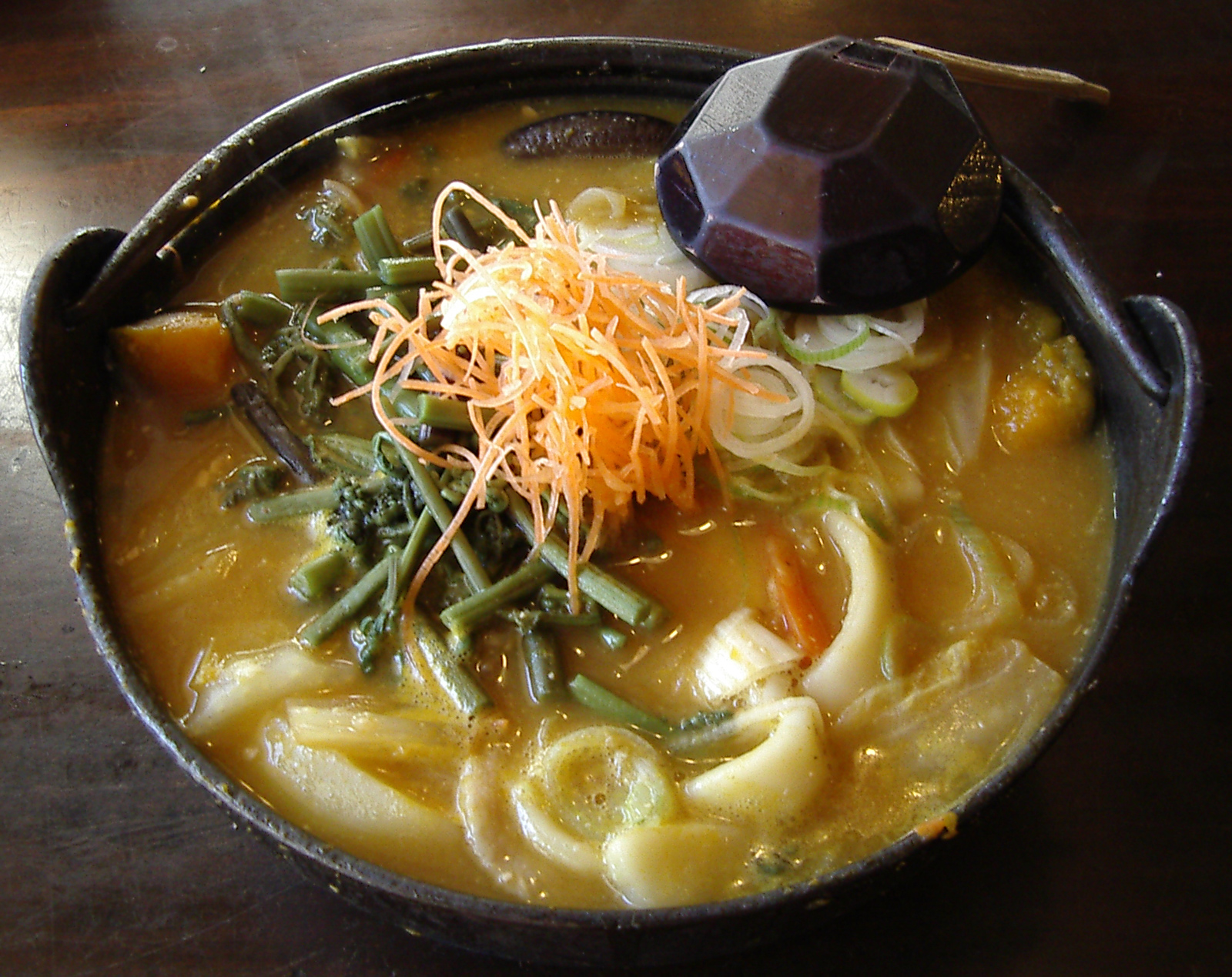
야마나시현의 주요 향토 음식인 호토(ほうとう)

혼슈 중앙부의 내륙에 위치하며, 바다에 접하고 있지 않다. 사이타마현, 도쿄도, 가나가와현, 시즈오카현, 나가노현과 경계선을 접하는데 그 경계선은 거의 산이며, 후지산(富士山), 야쓰가타케(八ヶ岳), 일본 알프스(미나미 알프스) 등 해발 2,000m를 넘는 산악지대에 둘러싸여 있다.
야마나시현은 일본의 전통적인 지방 구분으로는 주부 지방에 속해 있다. 이 지방 구분은 메이지 시대부터 사용되었으며 현재도 학교에서 가르치고 있으나, 야마나시현과 나가노현, 니가타현은 도쿄 및 간토 지방의 경제적, 문화적인 영향력이 강해짐에 따라 현재는 "고신에쓰 지방" 또한 "간토 고신에쓰 지방"이라고 말하는 경우가 많다.
야마나시현은 도쿄도와 인접하고, 현청 소재지인 고후시(甲府市)는 도쿄 중심에서 100km 거리에 위치하며, 도쿄 및 간토 지방의 영향력이 고신에쓰 지방의 세 현 중에서도 제일 크다. 따라서 야마나시현을 간토 지방에 포함하는 경우도 많다.
현의 중앙부에는 해발 200~400m의 고후 분지(甲府盆地)가 펼쳐져 있으며, 고후시를 비롯해 도시가 발달되며 인구도 여기에 집중하고 있다. 또한 고후 분지에서는 과일 생산이 활발하고 포도, 복숭아, 자두의 생산량은 일본에서 1위이며, 일본을 대표하는 포도주 생산지이기도 하다. 또 고후시는 옛날에 수정 산지였으며 그 가공이 활발했기 때문에 그 기술을 응용해서 현재는 수입 보석의 가공이 활발하다.
동부 지역에서는 산속 골짜기에 철도와 간선 도로가 부설되고 거기에 작은 도시가 발달하고 있는데, 도쿄 도심까지 1시간 30분 정도로 갈 수 있으므로 약간의 주택 개발도 이루어지고, 도쿄에 통근하는 직장인들이 이주하고 있다. 남동부의 후지 호쿠로쿠(富士北麓) 지역은 후지산 산록에 펼쳐지는 해발 700~1,000m 정도의 고원 지대이며, 후지 5호(富士五湖)라고 불리는 5개 호수를 중심으로 민박, 펜션, 관광호텔과 같은 각종 숙박 시설, 별장, 자치 단체나 민간 기업이 운영하는 연수 시설 등이 많이 입지하는 관광, 휴양 지역이 되고 있다.
북서부의 교호쿠(峽北) 지역은 야쓰가타케, 일본 알프스 등 해발 2,000m를 넘는 산들에 접하고 해발이 500~1,400m 정도의 고원 지대이며, 역시 각종 숙박시설이나 별장, 연수 시설 등이 많이 입지하는 관광, 휴양지역이다.
남부의 교난(峽南) 지역은 동부와 마찬가지로 산속의 골짜기에 철도와 간선 도로가 부설되어 있고 작은 마을이 점재하고 있는데, 시모베(下部) 온천이나 일련종(日蓮宗)의 본거지이며 벚꽃으로도 유명한 미노부산 구온지(身延山 久遠寺) 등 관광지도 있다. 또 야마나시현의 다른 지역에 비해 해발이 낮고, 바다에도 가깝기 때문에 비교적으로 기후가 온난하고 녹차 산지인 시즈오카현과도 가깝기 때문에 녹차도 생산되고 있다.

## 지역

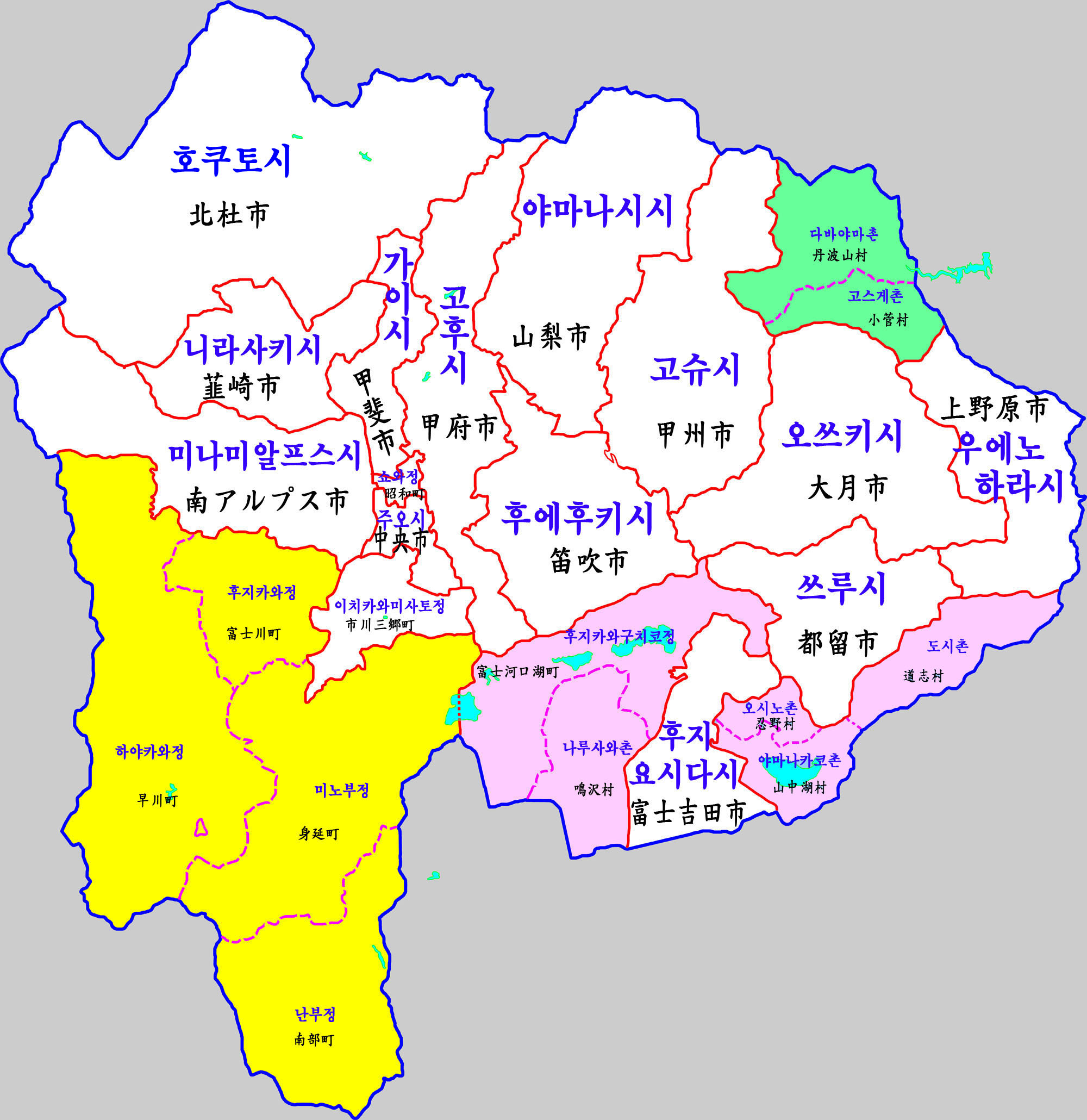
야마나시현의 지도

야마나시현에는 2003년 2월까지는 기초자치단체인 시정촌(市町村)이 64개 (시 7개, 정 37개, 촌 20개) 있었으며 인구 규모에 비해 자치단체 수가 많았으나 2003년 이후에는 강력하게 통합이 추진됨으로써 2006년 3월까지 29개 시정촌 (시 13개, 정 9개, 촌 7개)으로 감소되었다.

### 교호쿠·교토(峡北•峡東) 지역
- 고후시(甲府市)
- 가이시(甲斐市)
- 고슈시(甲州市)
- 니라사키시(韮崎市)
- 야마나시시(山梨市)
- 후에후키시(笛吹市)
- 호쿠토시(北杜市)

### 교사이·교난(峡西•峡南) 지역
- 미나미알프스시(南アルプス市)
- 주오시(中央市)
- 나카코마군(中巨摩郡)
  - 쇼와정(昭和町)
- 니시야쓰시로군(西八代郡)
  - 이치카와미사토정(市川三郷町)
- 미나미코마군(南巨摩郡)
  - 후지카와정(富士川町), 하야카와정(早川町), 미노부정(身延町), 난부정(南部町)

### 쓰루(都留) 지역
- 쓰루시(都留市)
- 오쓰키시(大月市)
- 우에노하라시(上野原市)
- 후지요시다시(富士吉田市)
- 기타쓰루군(北都留郡)
  - 고스게촌(小菅村), 다바야마촌(丹波山村)
- 미나미쓰루군(南都留郡)
  - 니시카쓰라정(西桂町), 도시촌(道志村), 오시노촌(忍野村), 야마나카코촌(山中湖村), 나루사와촌(鳴沢村), 후지카와구치코정(富士河口湖町)

## 인구
|                                                | |
| 야마나시현의 전국의 연령별 인구 분포（2005년） | 야마나시현의 연령·남녀별 인구 분포（2005년）                                                                              |
| ■자주색 ― 야마나시현 ■녹색 ― 일본전국          | ■파랑색 ― 남자 ■빨간색 ― 여자                                                                                             |
| · 야마나시현의 인구추이                        | |
| 일본 총무성 통계국 국세조사 결과               | |
|                                                | 이 그래프는 더 이상 지원되지 않는 레거시 그래프 확장 기능을 사용하고 있습니다. 새로운 차트 확장 기능으로 변환해야 합니다. |

| 연도 | 인구    | ±%     |
| ---- | ------- | ------ |
| 1920 | 583,000 | —      |
| 1930 | 631,000 | +8.2%  |
| 1940 | 663,000 | +5.1%  |
| 1950 | 811,000 | +22.3% |
| 1960 | 782,000 | −3.6%  |
| 1970 | 762,000 | −2.6%  |
| 1980 | 804,000 | +5.5%  |
| 1990 | 853,000 | +6.1%  |
| 2000 | 888,172 | +4.1%  |
| 2010 | 863,075 | −2.8%  |
| 2020 | 817,192 | −5.3%  |

## 경제
야마나시현은 고후시 주변으로 상당한 규모의 공업 기지가 있고 귀금속과 로봇 산업이 특히 활발하다. 주변 지역에는 수많은 농장과 포도밭이 있다. 야마나시는 일본의 주요 과일 생산지 중 하나로 포도, 복숭아, 자두와 포도주를 생산한다. 또한 일본의 광천수의 40%가 야마나시의 미나미알프스, 후지산, 미쓰토게 지역에서 주로 생산된다.

## 교육
- 야마나시 대학
- 쓰루 문과대학
- 야마나시 가쿠인 대학
- 야마나시 현립 대학

## 교통

### 철도
- 동일본 여객철도
  - 주오 본선
  - 고우미선

- 도카이 여객철도
  - 미노부선

- 후지 급행
  - 후지 급행선

### 도로
- 주오 자동차도
- 주부 횡단 자동차도(일본어판)
- 국도 제20호선
- 국도 제52호선
- 국도 제137호선 (일본)(일본어판)
- 국도 제138호선
- 국도 제139호선
- 국도 제140호선 (일본)(일본어판)
- 국도 제141호선
- 국도 제300호선
- 국도 제358호선
- 국도 제411호선 (일본)(일본어판)
- 국도 제413호선 (일본)(일본어판)
- 국도 제469호선 (일본)(일본어판)

## 관광
야마나시현에는 많은 유명한 관광지들이 있다. 그 중에서 인기 있는 곳들로는 후지산, 후지 5호, 고후시, 포도주 양조장, 에린지, 구온지 등이 있다. 놀이공원인 후지큐 하이랜드에는 에자나이카와 같은 최신 롤러코스터가 있어 인기를 끌고 있다.
생태 관광은 또다른 주요 관광 형태이다. 이 지역의 자연 지형은 야마나시를 등산객들의 낙원으로 만들었다. 일본에서 가장 높은 산인 후지산과 두 번째로 높은 기타산이 모두 야마나시현에 위치한다. 미노부산은 비록 높지는 않지만 불교 순례해 참여해 산 정상까지 올라가보면 경이로운 광경을 볼 수 있을 것이다. 야마나시현에 위치하는 국립공원으로는 후지하코네이즈 국립공원, 지치부타마카이 국립공원, 미나미알프스 국립공원이 있다.
화산 활동으로 인해 온천이 많으며 그 중 이사와 온천과 야마나미 온천이 유명하다.